# Río Yuribéi
El río Yuribéi (del ruso:  Юрибей), es un río costero de Rusia que recorre la llanura de Siberia occidental y desemboca en el mar de Kara (océano Ártico) en la bahía de Baidarata, al este de la desembocadura del Obi. Tiene una longitud, incluidas sus fuentes, de 451 km y drena una cuenca de 9740 km².
Administrativamente, discurre por el distrito autónomo de Yamalo-Nénets de la Federación de Rusia.

## Geografía
El río Yuribéi surge de la confluencia de dos fuentes, el Pravy Yuribéi (Yuribéi Derecho) y el Levy Yuribéi (Yuribéi Izquierdo), a su vez, emisarios de dos pequeños lagos, el Yarato-1 (247 km²) y el Yarato-2  (154 km²). El río discurre por la parte meridional de la gran península de Yamal, en un territorio llano y frecuentemente pantanoso, describiendo numerosos meandros en un territorio que es parte de la llanura de inundación del propio río. Desagua finalmente, después de 340 km de recorrido (451 km contando el más largo de sus fuentes, el Levy Yuribéi) en la bahía de Baidarata, una gran bahía localizada en la parte oriental del mar de Kara.
Los principales afluentes son, por la izquierda, los ríos Chutyjacha y Latamaretajacha; y, por la derecha, el Nenzotojacha y el Pemakodajacha. En su cuenca se forman numerosos lagos, siendo los principales (además de los ya mencionados Jarato-1 y Jarato-2) los de Tėtanto, Sochonto, Judejnto, Mengakoto, Tėlingoto, Palade, Judet y Varngėto.
El Yuribéi permanece helado, en general, desde principios de octubre hasta principios de junio. El deshielo causa fuertes inundaciones, que ocurren en junio y julio. El curso inferior y medio del río son navegables.
En el siglo XVIII, el río Yuribéi (entonces río Mútnaya, река Мутная) fue utilizado como un medio importante de comunicación en la ruta comercial que unía la Rusia europea con la ciudad norteña de Mangazeya, situada a orillas del río Taz.
En diciembre de 2007 comenzaron las obras para construir un puente parte del tramo ferroviario Ob - Bovanénkovo, parte del desarrollo gasístico de Gazprom. El puente fue finalizado en un tiempo récord y se inauguró el 24 de septiembre de 2009. El puente cruza no solo el canal permanente del río, sino también el ancho durante su máxima crecida, siendo uno de los puentes más largos de Rusia (casi 4 km, 3893 m), y el puente más largo en el mundo al norte del círculo polar ártico.